# Золотий козел (готель)
«Золотий козел» (фр. La Chèvre d'Or) — готель асоціації Relais & Château, розміщений у перебудованих у 1920-х роках будинках середньовічного міста Ез на півдні Франції, біля Ніцци. З терас готелю відкриваються чудові морські краєвиди на Монте-Карло на сході, Сен-Тропе на заході, Корсику на півдні в ясний день, мис Ферра, що виступає посередині.

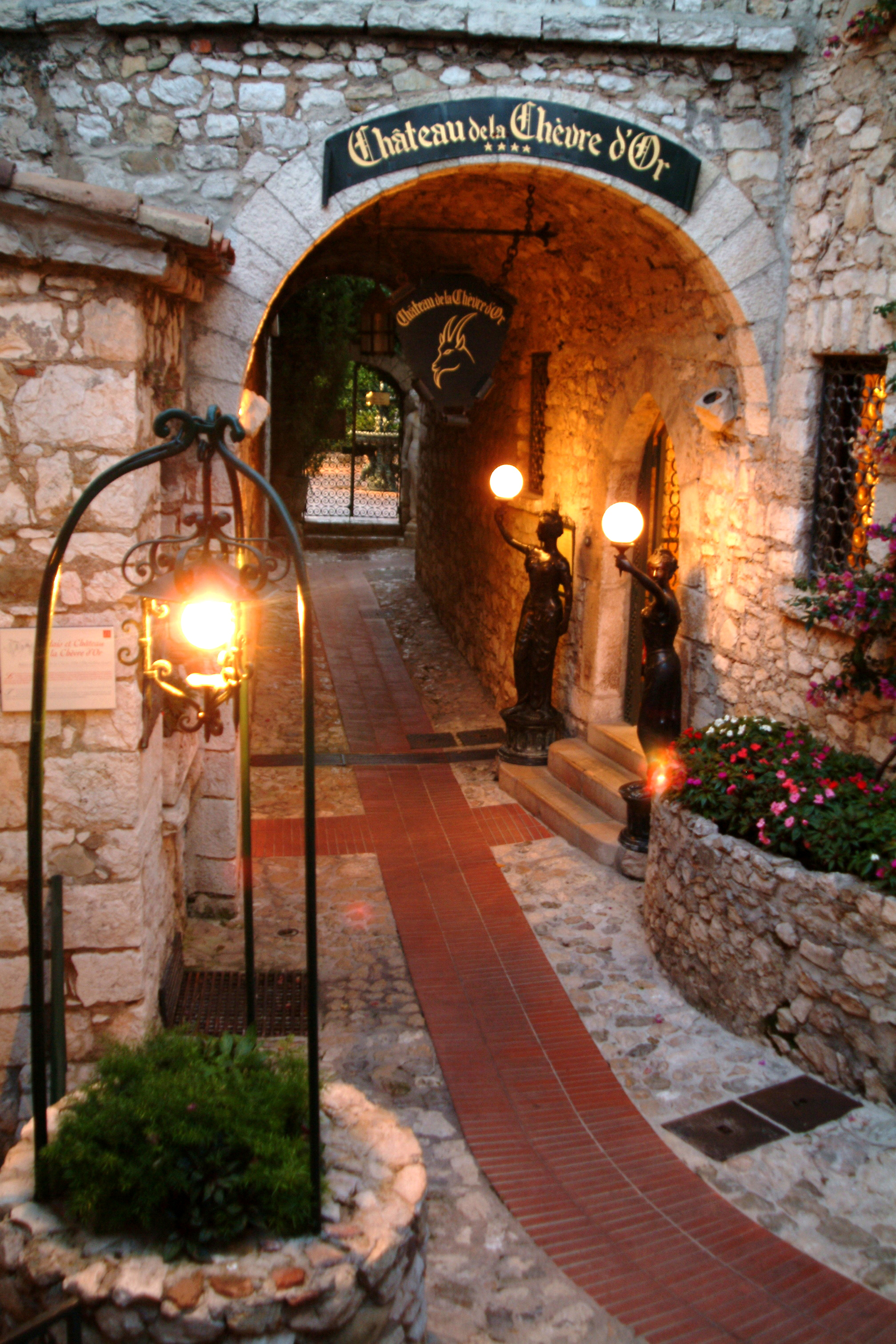
Вхід до готелю

## Коротка історія
Поселення було захоплене мавританськими піратами в Х столітті. Далі тут правили савойці, поки в 1706 року Людовик XIV (1638—1715) послав свої війська щоб зруйнувати фортецю на вершині пагорба. З 1860 року це територія Франції.
Назву Замок золотого козла будівлі теперішнього готелю одержали на початку ХХ століття від одного з його власників, югославського скрипаля Златко Балоковича. В старій селянській хаті колись жила старенька жінка, що пасла свої кози і продавала молоко та сир, ховаючи золоті монети в навколишніх скелях. Через багато років скрипаль побачив козу із золотим руном, яка привела його до місця, де він знайшов золоті монети. Він взяв гроші і побудував собі будинок, який Роберт Вольф купив у 1953 році та перетворив на ресторан для гурманів та готель.
З приїздом Волта Діснея в 1956 році репутація закладу набула міжнародного значення. Пізніше Роберт Вольф поступово придбав навколишні приватні будинки та перетворив їх на окремі готельні номери. Готель став одним з шести етапів «Дороги щастя», заснованої в 1954 році асоцією Relais & Châteaux.

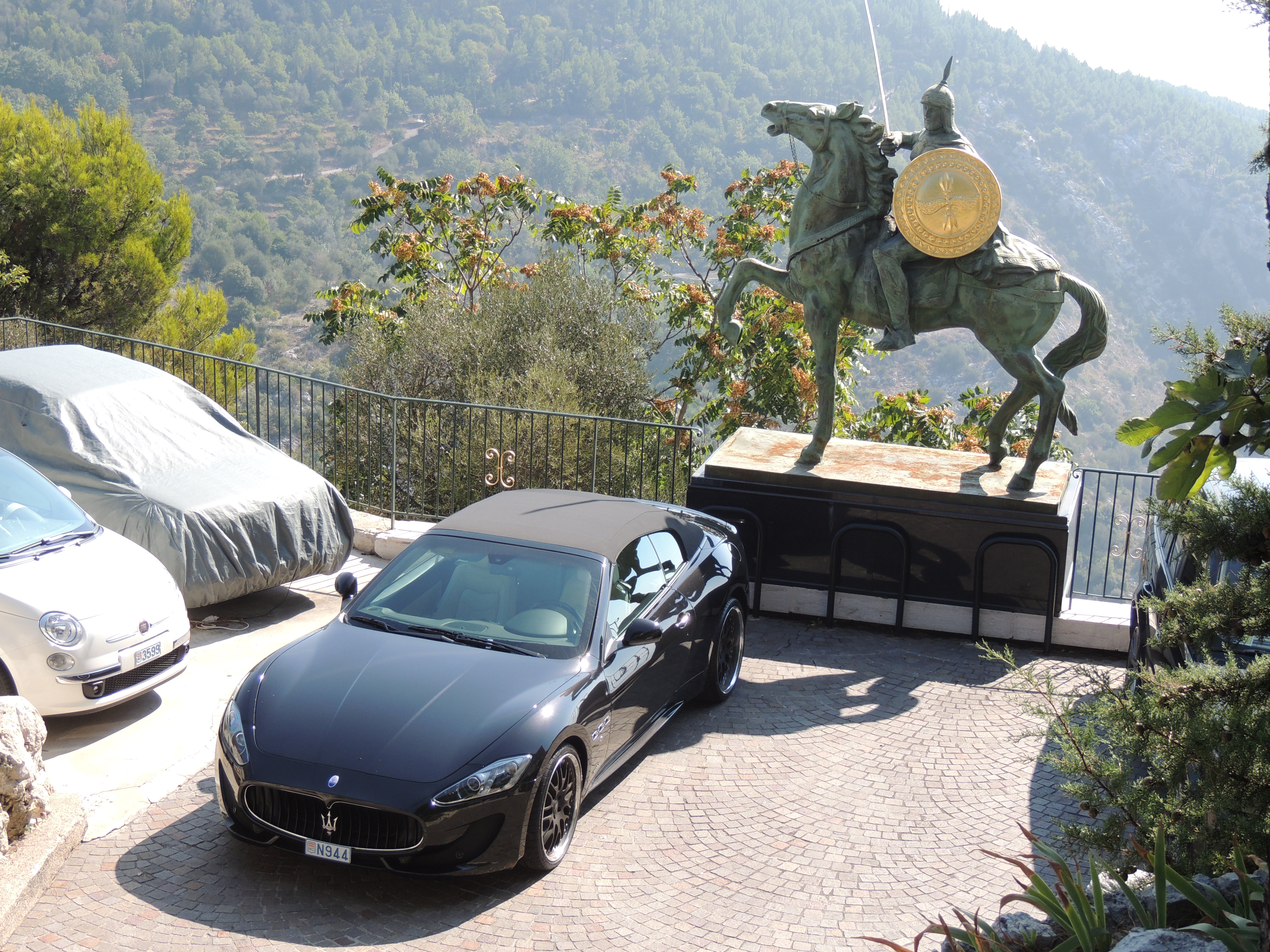
Лицар на автостоянці

У готелі є 40 номерів та люксів, які розміщені у середньовічних кам'яних будівлях, усі вони мають різне оформлення і з'єднані вузькими вуличками. 8 люксів названі іменами видатних митців, що перебували в місті Езі та його околицях: Ніцше, Барлов, Жан Кокто та ін. Готель часто відвідують актори та режисери зі світу кіно, зокрема під час Каннського кінофестивалю.
Готель має 5 зірок. Ресторан має дві зірки путівника Мішлен.